# Orseolo (dezambiguizare)
Orseolo a fost o familie nobilă venețiană, care a dat următorii dogi:
- Pietro I Orseolo (976 - 978)
- Pietro II Orseolo (991 - 1008)
- Ottone Orseolo (1008 - 1026)
- Domenico Orseolo (1032)